# Hans Lutsch
Hans Lutsch (ur. 13 lutego 1854 w Nowogardzie, zm. 24 maja 1922 w Bad Nauheim) – niemiecki  historyk sztuki i konserwator zabytków.
Urodził się w 1854 roku w Nowogardzie (Naugard) w rodzinie pastora. Po ukończeniu Collegium Groeningianum w Stargardzie studiował w Akademii Architektury w Berlinie. Od 1880 pracował w rządowej administracji budowlanej we Wrocławiu osiągając w 1900 stanowisko radcy budowlanego. W tym samym roku został docentem  w Miejskiej Szkole Rzemiosła i Przemysłu Artystycznego. W 1891 został Prowincjonalnym Konserwatorem Zabytków Śląska. Autor jedynego dotychczas pełnego katalogu zabytków Śląska Verzeichnis der Kunstdenkmäler der Provinz Schlesien, Bd. 1-5, 1886–1903. Jego uzupełnieniem są teki dokumentacji fotograficznej i rysunkowej Bildwerk schlesischer Kunstdenkmäler.
Zmarł na atak serca 24 maja 1922 r. w Bad Nauheim. 

## Dzieła
- Breslaus malerische Architekturen, Breslau 1900. (napisana wspólnie z Otto Ferdinand Probst)
- Die Kunstdenkmäler der Landkreise des Reg.-Bezirks Breslau 1889
- Die Kunstdenkmäler der Landkreise des Reg.-Bezirks ... in amtlichem auftrage bearbeitet von.... Bd.3. Reg. Bezirks Liegnitz, Breslau 1891.
- Die Kunstdenkmäler der Landkreise des Reg.-Bezirks ... in amtlichem auftrage bearbeitet von.... Bd.4. Reg. Bezirks Oppeln, Breslau 1894.
- Die Kunstdenkmäler der Stadt Breslau, Breslau 1886.
- Grundsätze für die Erhaltung und Instandsetzung älterer Kunstwerke geschichtlicher Zeit in der Provinz Schlesien, Berlin 1899.
- Mittelalterliche Backsteinbauten Mittelpommerns von der Peene bis zur Rega, Berlin 1890.